# Parametopa alaskensis
Parametopa alaskensis är en kräftdjursart som först beskrevs av Edward Morell Holmes 1904.  Parametopa alaskensis ingår i släktet Parametopa och familjen Stenothoidae. Inga underarter finns listade i Catalogue of Life.